# Гришко Зінаїда Михайлівна
Гришко Зінаїда Михайлівна (нар. 23 червня 1948, село Стадниця, Тетіївський район, Київська область) — директор Товариства з обмеженою відповідальністю «Агрофірма „Маяк“», член виконкому Одеської обласної організації Народної партії України, депутат Одеської обласної ради, голова Одеської обласної ради сільськогосподарських товаровиробників. Член Ревізійної Комісії КПУ в 1986—1990 р.

## Біографія
У 1971 році закінчила Одеський сільськогосподарський інститут. Член КПРС. З 1971 — головний зоотехнік, з 1975 — голова правління колгоспу імені Жданова (тепер ТОВ "Агрофірма «Маяк»), село Златоустове Березівського району Одеської області.
У березні 2006 року — кандидат у народні депутати України від Народного блоку Литвина, № 82 в списку. На час виборів: директор ТОВ "Агрофірма «Маяк», член Народної партії України.

## Нагороди
- Заслужений працівник сільського господарства України (11.1995)[2].
- Орден «За заслуги» III ст. (11.1998)[3].
- Герой України (з врученням ордена Держави, 13.11.2001).
- Відзнака Президента України — ювілейна медаль «20 років незалежності України» (19 серпня 2011)[4]